# Kloosterburen
Kloosterburen (Gronings: Kloosterboeren) is een plaats in de gemeente Het Hogeland in de Nederlandse provincie Groningen. Het dorp en het buitengebied telde in 2023 volgens cijfers van het CBS 1.340 inwoners.

## Algemeen
De naam verwijst naar de twee kloosters die hier vroeger hebben gestaan, Oldeklooster (gesticht rond 1175) en Nijenklooster (1204), beide behorende tot de orde der Premonstratenzers. Na de Reductie van Groningen (1594) bleef alleen de kloosterkerk van het Oldeklooster over, die in handen kwam van de protestanten. Deze kerk werd in de 17e eeuw vervangen door een nieuwe kerk, die echter gesloopt werd in 1815. In 1843 werd de huidige kerk van Kloosterburen gebouwd, een jaar nadat er een katholieke kerk verrees.
Kloosterburen is een van de katholieke enclaves op het Hogeland, dat voor de rest gereformeerd of hervormd is. Het is samen met Ter Apel de enige plaats in Groningen met een eigen carnavalsvereniging. In 1842 werd een eenvoudig katholiek zaalkerkje (waterstaatskerk) gebouwd, dat in 1868 werd vervangen door de huidige katholieke Sint-Willibrorduskerk, die werd ontworpen door Pierre Cuypers.

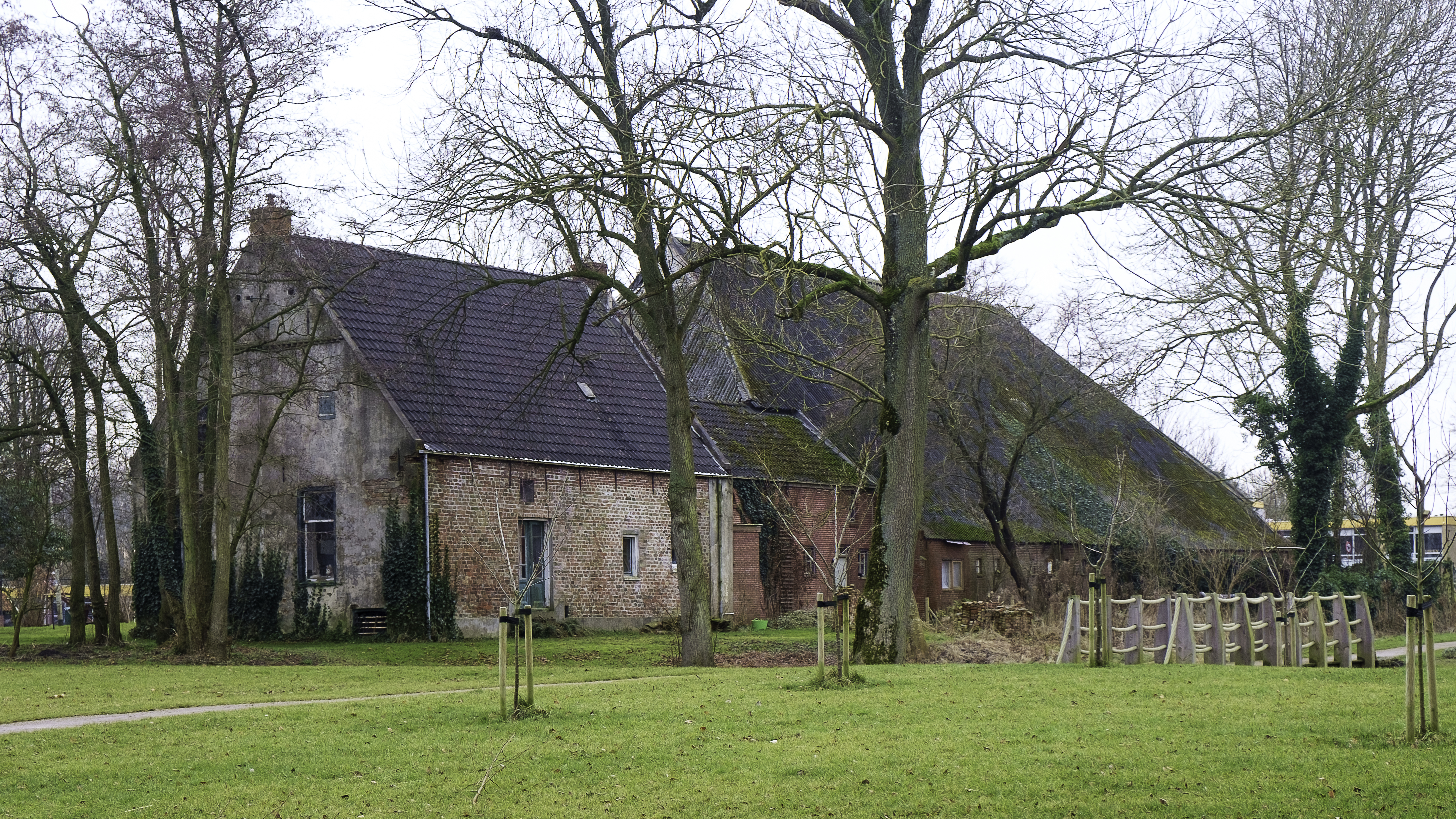
De 16e-eeuwse boerderij Oldeklooster
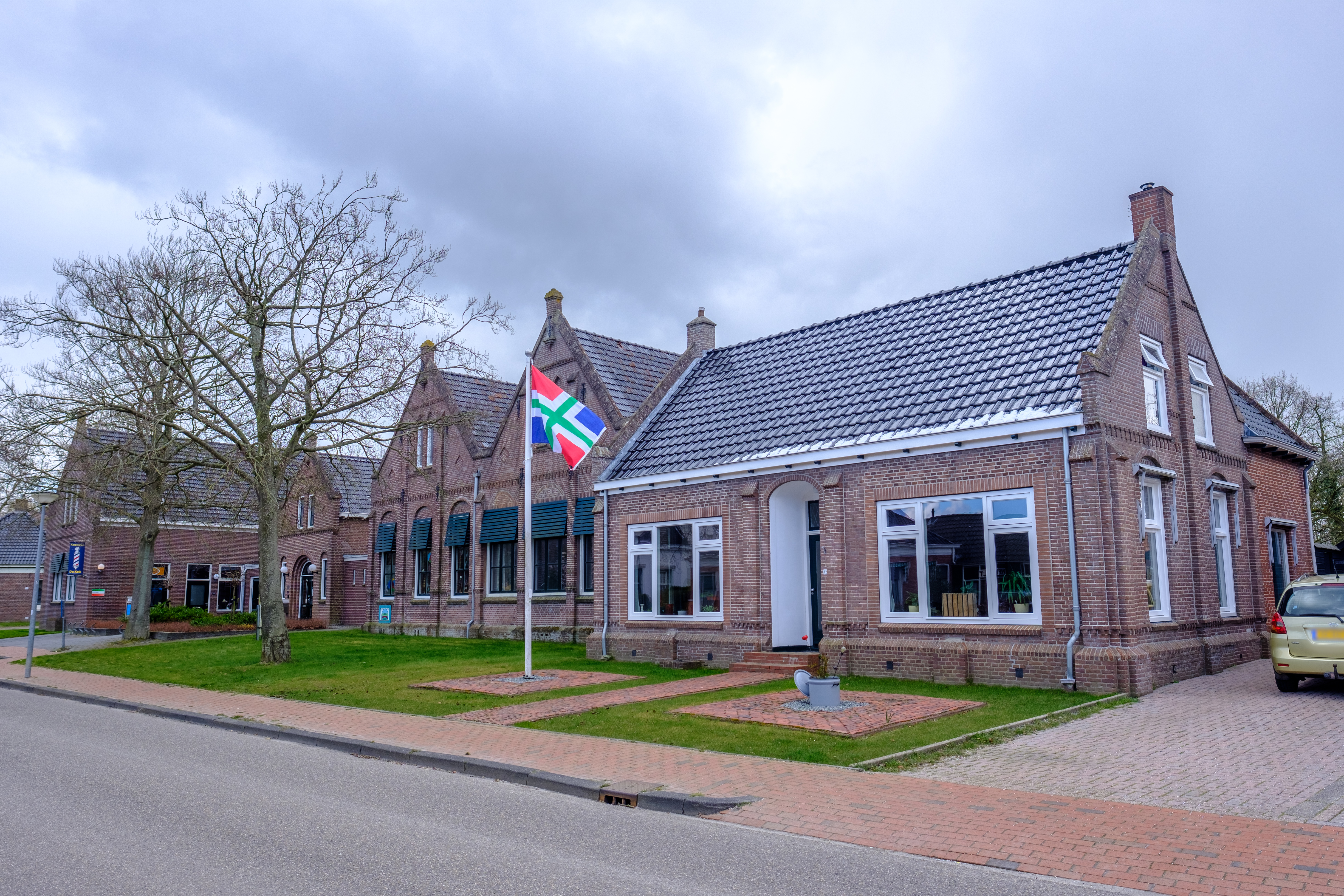
Voormalige katholieke lagere Willibrordusschool (links) uit 1874 met onderwijzerswoning (rechts) uit 1875
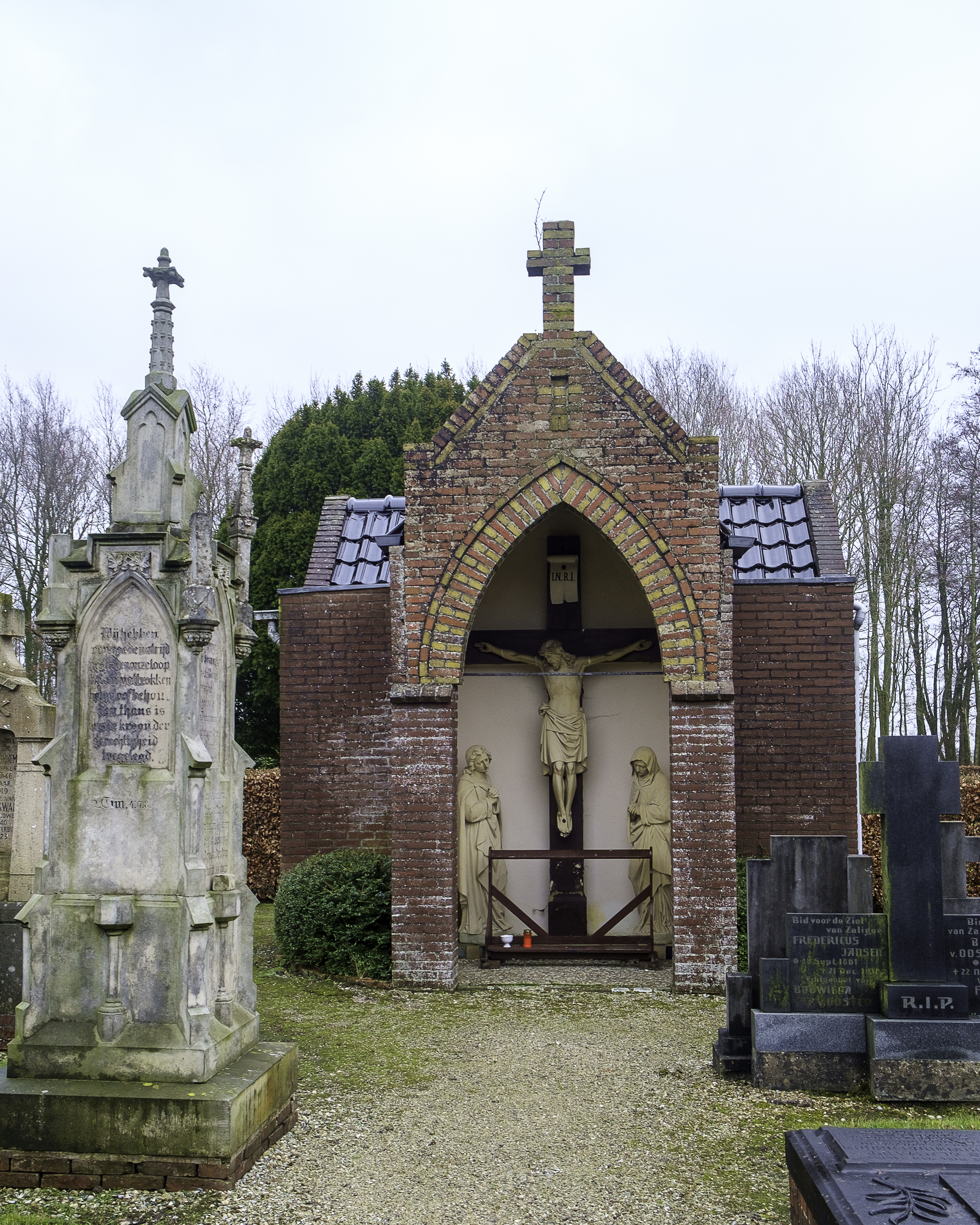
Kapel op de katholieke begraafplaats
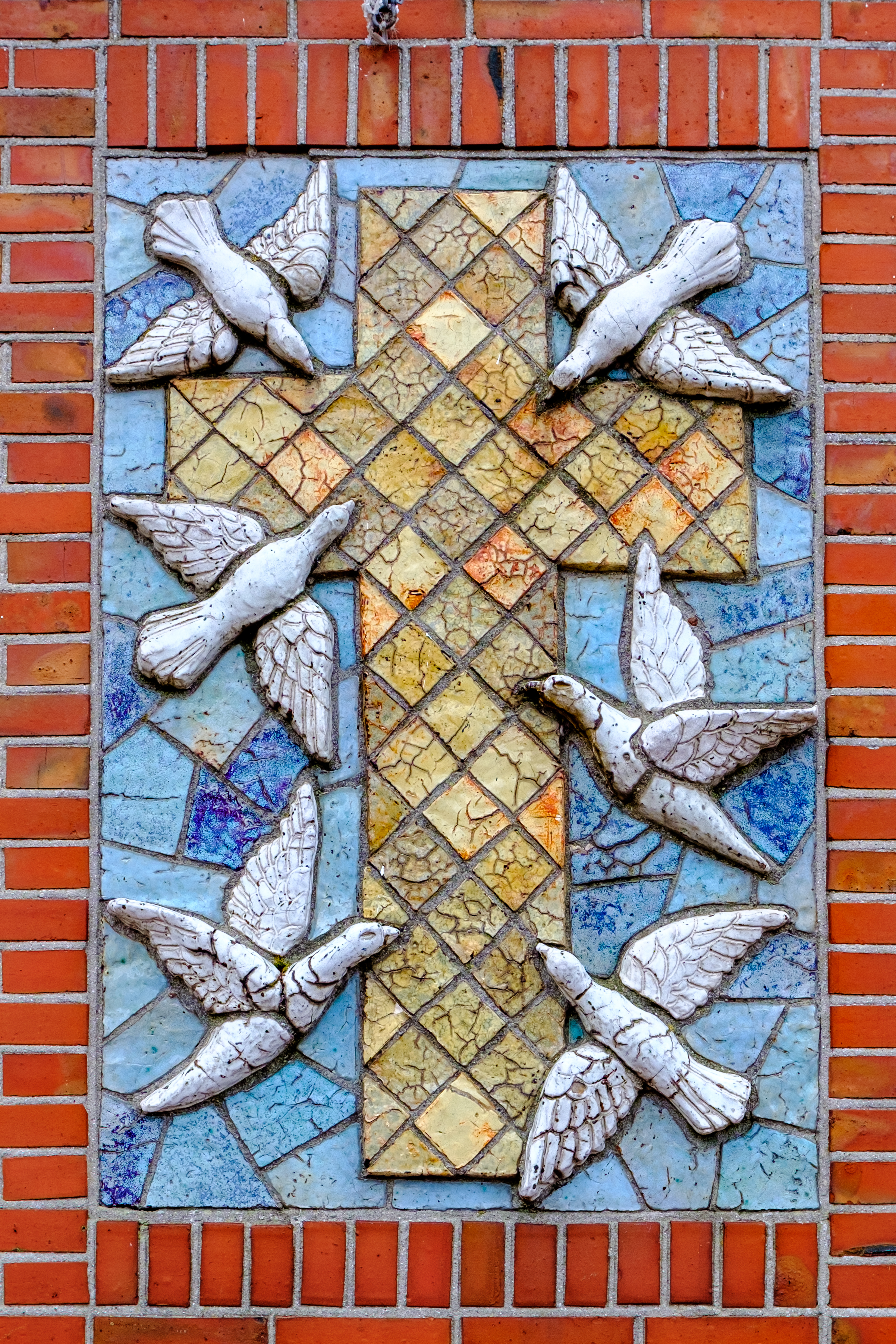
Gevelmozaïek van een kruis met duiven van Anno Smith

## Geboren
- Hindrik Klasen Borgman (1778-1846), majoor en burgemeester van Kloosterburen
- Hendrik Scholtens (1880-1966), burgemeester van Kloosterburen
- Tjeert Pannekoek (1886-1944), hoofdbestuurder van de Nederlandse Christelijke Landarbeidersbond (NCLB), lid van de Provinciale Staten van Groningen en verzetsman
- Reinier Post (1894-1968), priester, historicus en hoogleraar
- Sietje Gravendaal-Tammens (1914-2014), verzetsstrijdster
- Gerrard Remt Meijer (1915-2013), politicus en bestuurder

## Voormalige gemeente
Vóór 1990 was Kloosterburen de hoofdplaats van de gelijknamige gemeente Kloosterburen. In 1990 werd het met de gemeenten Eenrum, Leens en Ulrum samengevoegd tot de gemeente Ulrum, in 1992 herbenoemd naar De Marne.
De gemeente Kloosterburen bestond naast het hoofddorp uit de dorpen, gehuchten en buurtschappen: Hornhuizen, Kleine Huisjes, Kruisweg, Molenrij, Nijenklooster en Westerklooster.

## Trivia
- Kloosterburen heeft sinds 1970 de noordelijkste carnavalsvereniging van Nederland, genaamd cv Oldeclooster. De naam van Kloosterburen in carnavalstijd is Kronkeldörp.
- In 1999 zond de NCRV een zesdelige documentaire over Kloosterburen uit, genaamd De ontdekking van Kloosterburen, over hoe het dorp toe leefde naar de aanstaande eeuwwisseling.
- Tijdens de verkiezing van her Leukste dorp van Groningen, georganiseerd door RTV Noord, is Kloosterburen meermaals geroemd omdat het dorp ondanks een relatief lage inwoneraantal (600 inwoners) toch veel activiteiten en verenigingen kent. Zo heeft het dorp een voetbalclub (VV Kloosterburen), een schietvereniging, een toneelvereniging, een tennisclub, een volleybalvereniging, een afdeling van het Katholiek Vrouwengilde, een afdeling van de Zonnebloem, een muziekvereniging, een tourfietsclub en een carnavalsvereniging. Koning Willem-Alexander benoemde dit nogmaals in zijn kersttoespraak van 2018.[bron?]